# Ecke
|  | Dieser Artikel wurde auf der Qualitätssicherungsseite des Portals Mathematik eingetragen. Dies geschieht, um die Qualität der Artikel aus dem Themengebiet Mathematik auf ein akzeptables Niveau zu bringen. Bitte hilf mit, die Mängel dieses Artikels zu beseitigen, und beteilige dich bitte an der Diskussion! (Artikel eintragen) |

Die Ecke, auch der Eckpunkt, ist in der Geometrie ein besonders ausgezeichneter Punkt der Grenzlinie oder -fläche eines Gebietes.
Die Ecken von zweidimensionalen Polygonen (Vielecken) sind die Punkte, an denen die begrenzenden Linien, die Seiten, aufeinandertreffen.
Im Falle der dreidimensionalen Polyeder (Vielflächner) bezeichnet man die Punkte, an denen (mindestens) drei der begrenzenden Flächen aufeinandertreffen, als Ecken. Die Ecken von Polyedern sind Endpunkte der Kanten, das heißt der Verbindungslinien zwischen jeweils zwei benachbarte Ecken.
Im Falle eines konvexen n-dimensionalen Polytopes ist eine Ecke dadurch charakterisiert, dass sie nicht als echte Konvexkombination zweier verschiedener Punkte des Polytopes dargestellt werden kann (Extremalpunkt).
Für dreidimensionale Polyeder gibt es eine Gleichung, die einen Zusammenhang zwischen den Ecken, Kanten und Flächen eines beliebigen konvexen Polyeders beschreibt, den eulerschen Polyedersatz.

Ein regelmäßiges Fünfeck hat 5 Ecken und 5 Seiten.
Ein regelmäßiges Dodekaeder hat 12 Flächen (daher sein Name), 20 Ecken und 30 Kanten.
Ein nichtkonvexes Polyeder
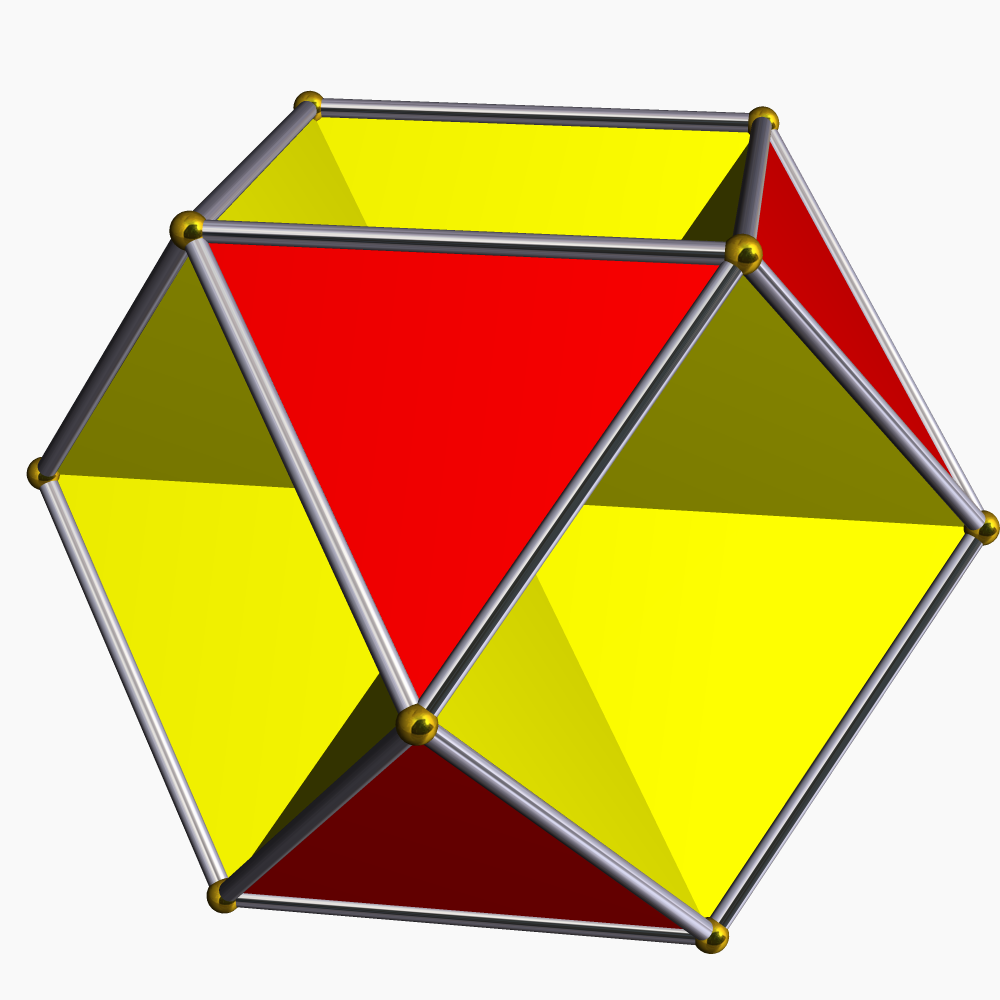
Ein nichtkonvexes Polyeder mit 12 Ecken, 36 Kanten und 32 Flächen, für das der eulersche Polyedersatz nicht gilt

In der sphärischen Geometrie sind die Ecken eines Kugelzweiecks oder eines Kugeldreiecks Punkte der Kugeloberfläche, in denen zwei begrenzende Großkreisbögen zusammentreffen.

## Ecken in der Linearen Optimierung
Ecken spielen eine wichtige Rolle in der linearen Optimierung, da sich zeigen lässt, dass der optimale Funktionswert immer in einer Ecke der Restriktionsmenge angenommen wird. Dies macht sich insbesondere der Simplex-Algorithmus zunutze, indem er systematisch von Ecke zu Ecke läuft, bis er den optimalen Funktionswert gefunden hat. Die zulässigen Basislösungen, die hierbei verwendet werden, sind genau die Ecken des Polyeders.

## Unterscheidung von Ecken
Zur Unterscheidung von meist rechtwinkligen Ecken spricht man von Innen- und Außenecken. Bei einem konvexen Polygon sind die Winkel der Ecken von innen betrachtet immer kleiner als 180° und von außen betrachtet immer größer als 180°. Eine Ecke bezeichnet man als Innenecke, wenn ihr Winkel kleiner als 180° ist. Anderenfalls ist es eine Außenecke. Bei Räumen sind damit Ecken, in die man hineinschaut, Innenecken, und Ecken, die hervorspringen, Außenecken. Die Betrachtung ist relativ, das heißt in Bezug zu dem Objekt. Der Fußboden eines Raumes liegt mit seinen Außenecken in den Innenecken des Raumes. Diese Innenecken liegen entsprechend an den Außenecken des Fußbodens.